# Calumma brevicorne
Espèce
Synonymes
- Chamaeleo brevicornis Günther, 1879
- Chamaeleo gularis Günther, 1879

Statut de conservation UICN

 LC  : Préoccupation mineure
Statut CITES
Calumma brevicorne est une espèce de sauriens de la famille des Chamaeleonidae.

## Répartition
Cette espèce est endémique de Madagascar.

## Liste des sous-espèces
Selon The Reptile Database (6 juin 2012) :
- Calumma brevicorne brevicorne (Günther, 1879)
- Calumma brevicorne tsarafidyi Brygoo & Domergue, 1970

## Publications originales
- Günther, 1879 : Description of four new species of Chamaeleon from Madagascar. Proceedings of the Zoological Society of London, vol. 1879, p. 148-150 (texte intégral).
- Brygoo & Domergue, 1970 : Notes sur les Chamaeleo de Madagascar. C. brevicornis Günther, 1(7), C. tsarafidyi nov.subsp. Les hemipénis des Caméléons du groupe brevicornis. Bulletin du Muséum national d'Histoire Naturelle, Paris, vol. 42, n. 2, p. 311-320.